# Кратова Говтва (річка)
Кра́това Го́втва — річка в Україні, в межах Зіньківського та Диканського районів Полтавської області. Ліва притока Вільхової Говтви (басейн Дніпра). 

## Опис
Довжина річки бл. 15 км. Долина у верхній течії вузька та глибока, порізана балками і ярами. Річище слабозвивисте, часто пересихає (особливо у верхів'ї). В останні десятиріччя річище місцями перетворилось у систему боліт, місцями пересохло зовсім. 

## Розташування
Кратова Говтва берез початок на південний захід від смт Опішні. Тече спершу на південний схід, далі — на південний захід і (частково) південь. Впадає до Вільхової Говтви на південний захід від села Кратова Говтва. 
На місці впадіння Кратової Говтви у Вільхову Говтву створено водосховище (дамба біля села Троянів; водяться карась, щука, лин, окунь).

## Джерело
- https://freemap.com.ua/karty-ukrainy/karty-genshtaba/karta-genshtaba-kvadrat-m-36-82/ с. Кратова Говтва // р. Кратова Говтва

Полтавщина : енцикл. дов. / за ред. А. В. Кудрицького. — К. : УЕ, 1992. — С. 1024. — ISBN 5-88500-033-6.
| Річка | Це незавершена стаття про річку. Ви можете допомогти проєкту, виправивши або дописавши її. |